# Glossaire des escaliers
Pendant longtemps, les escaliers furent du ressort de la maçonnerie, de la menuiserie, voire de la charpenterie.
- Haut – A
- B
- C
- D
- E
- F
- G
- H
- I
- J
- K
- L
- M
- N
- O
- P
- Q
- R
- S
- T
- U
- V
- W
- X
- Y
- Z

## B
- Brise-cou ou Casse-cou - terme vulgaire pour signifier un défaut dans un escalier qui peut occasionner des accidents : par exemple une marche plus ou moins haute que les autres, un giron plus ou moins large, un palier ou un quartier tournant trop étroit, des marches dans le milieu d'un palier long, une trop longue suite de marches à collet, etc.[1]

## C
- Cage d'escalier - Un cage en termes de maçonnerie est l'enceinte d'un bâtiment, formée par ses quatre gros murs. On dit aussi, dans le même sens, la cage d'un escalier[M 1]; En termes de charpenterie, la cage d'escalier est l'enceinte formée par des murs ou par des pans de bois, dans laquelle on construit un escalier[C 1].
- Collet - En termes de maçonnerie, petit solin que l'on fait en plâtre pour boucher le joint qui est formé, par le dessus, d'une marche d'escalier, et par le dessous de celle supérieure, ainsi que le solin à l'about des marches, côté du limon[M 2]; En termes de charpenterie, partie la plus étroite d'une marche tournante dans un escalier; Collet d'un tenon - Partie du tenon qui se joint avec la pièce[C 2].
- Contre-marche - En termes de menuiserie, planche formant la hauteur de la marche d'un escalier, et qui est assemblé à rainure et languette sur le devant de celle-ci[N 1].
- Coquille - En termes de maçonnerie, plafond rampant du dessous des marches d'un escalier[M 3].
- Courbes - Pièces de bois coupées en arc, servant à former des parties circulaires, comme les cintres, les plates-formes, bernes et chevrons d'un dôme; les cintres pour des voûtes, et les fermes d'un comble voûté; 
  - Courbe d'escalier - Courbe qui, dans un escalier carré, forme le quartier tournant que l'on nomme aussi noyau recreusé;
  - Courbe rampante - Parties d'un limon d'escalier circulaire;
  - Courbe rallongée - Courbe dont la partie cintrée à différents points de centre[C 3].

## D
- Débillarder - En termes de menuiserie, action de couper une pièce de bois diagonalement ou d'en enlever une partie pour en former une courbe, un quartier tournant d'escalier - On entend aussi par ce terme ne faire que dégrossir le bois, soit à la scie, soit au fermoir, afin qu'il soit prêt à être corroyé[N 2].
- Délardement - Coupe en diagonale que l'on fait au lit de dessous des marches d'un escalier[M 4]; En termes de charpenterie, délardement - Coupe en diagonale que l'on fait au parement de dessous des marches d'un escalier pour former l'intrados ou la coquille - On dit marche délardée - Délardement est synonyme de débittardement[C 4].

## E
- Échalier

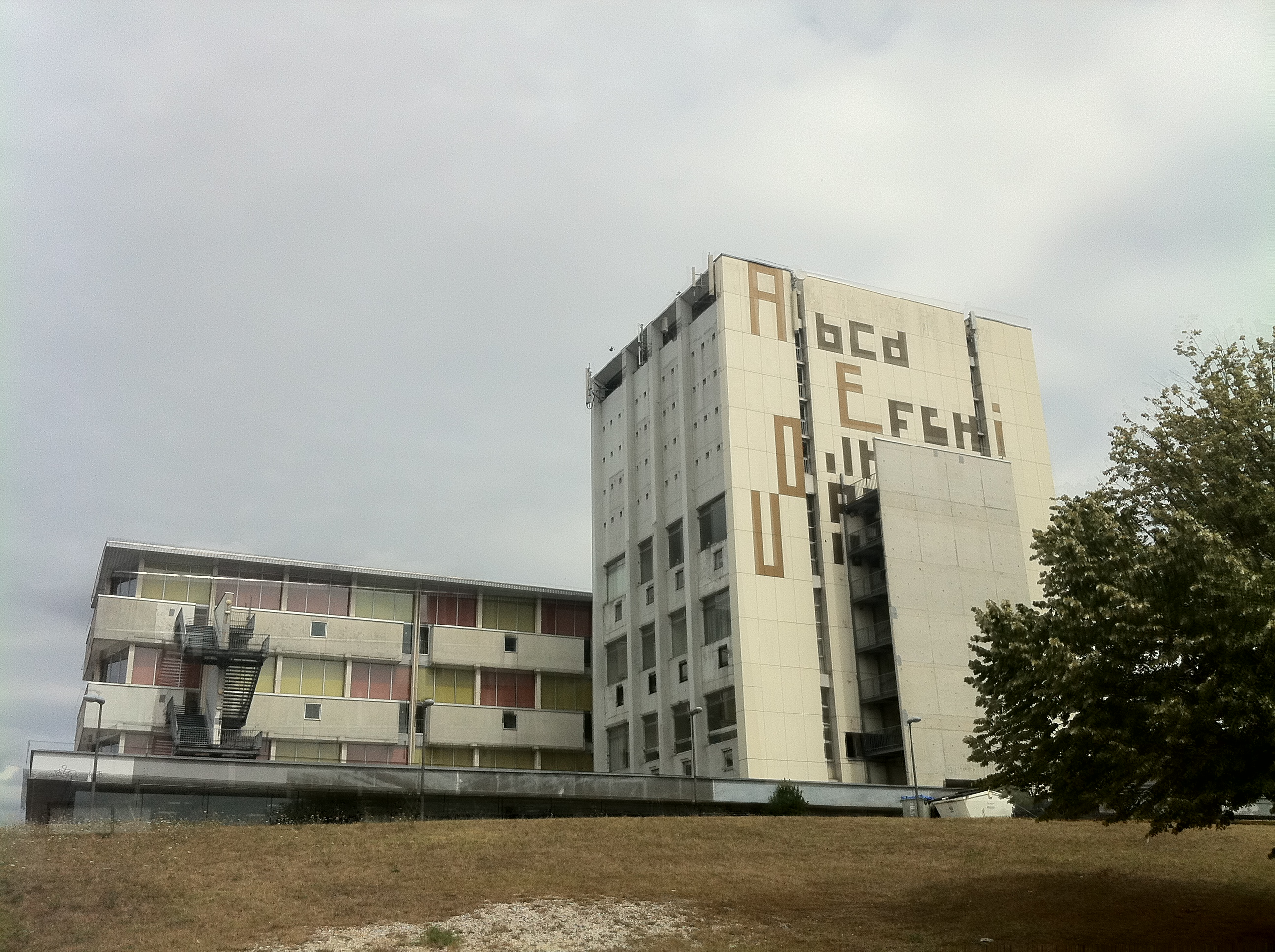
Le mur d'échiffre de l'escalier de secours de la bibliothèque universitaire de Bordeaux-Montaigne face au mur des lettres.

- Échappée - Hauteur suffisante du berceau ou des marches qui couvrent le dessus d'une descente de cave, ou, entre deux rampes d'escalier, la distance qui règne entre ces révolutions[M 5]; En termes de charpenterie, hauteur suffisante entre deux rampes d'un escalier[C 5].
- Échelle de meunier - En termes de menuiserie, sorte d'escalier droit[N 3].
- Échelle à crinoline - Moyens d'accès permanent voués à desservir les terrasses, bâtiments et installations industrielles.
- Échiffre - En termes de maçonnerie, partie qui forme le pied d'un escalier composé ordinairement de socle, panneau, noyau et limon[M 6]; En termes de charpenterie, assemblage de toutes les parties qui forment le pied d'un escalier; il se compose ordinairement d'un patin, d'un panneau, d'un noyau et d'un limon - On nomme aussi échiffre les limons du reste de l'escalier[C 5].
- Écuyer -  En termes de menuiserie, tringle de bois de chêne ou de noyer, ou de merisier, ou d'acajou, arrondie, et que l'on ajuste sur le haut de la rampe d'un escalier en place de la plate - Bande en fer; c'est aussi des perches de bois de frêne arrondies sur le tour, qu'on pose sur des crampons de fer le long des murs d'un escalier - On dit aussi main courante[N 3].
- Épure - Dessin d'un escalier, d'un plancher ou autre partie, tracé sur la terre de la même grandeur que doivent avoir ces objets - Ou taille toutes les pièces sur ce dessin, ou l'on en relève les mesures pour en faire la taille[C 6].
- Escalier - Assemblage de marches ou degrés, de limons droits et rampants, qui sert à communiquer des parties inférieures aux supérieures d'un bâtiment[C 6];
  - Escalier circulaire - Escalier dont les limons sont cintrés et toutes les marches triangulaires[C 6].
  - Escalier volant en pierre, à marches encastrées en porte-à-faux dans un mur ou une paroi.

## F
- Faux Limons - En termes de charpenterie, limons qui sont placés au droit des baies ou le long des murs pour recevoir le second bout des marches[C 7].
- Fer à cheval - En termes de maçonnerie, escalier ou terrasse circulaire à deux rampes[M 7].

## G
- Garde-fou - Partie de menuiserie d'assemblage, faite à hauteur d'appui, composée de montants et traverses qu'on place sur un palier au-devant de la descente d'un escalier, d'une lucarne, d'un fossé[N 4].
- Giron des marches - Terme qui désigne la largeur qu'a chaque marche d'un escalier, prise au milieu de sa longueur[N 4]; Largeur de la marche d'un escalier sur laquelle on pose le pied[M 8],[C 8].

## H
- Herminette - Outil courbe, tranchant et emmanché de bois, dont on se servait pour tailler et planer les parties courbes d'un limon d'escalier et autres pièces[C 9].

## J
- Jambette d'échiffre - Au bas d'un escalier, le poteau qui joint le noyau, reçoit le tenon du patin et supporte le limon[C 10].
- Jour - Toute ouverture faite dans un mur ou dans un comble pour éclairer les différentes parties d'un bâtiment; c'est aussi ce qu'on nomme baie; Jour droit - Jour d'une fenêtre à hauteur d'appui; Faux-Jour : celui qui éclaire quelque petit lieu, comme une garde-robe, un retranchement, un petit escalier; Jour aplomb - Celui qui vient directement par en haut; Jour d'escalier - Le vide ou l'espace carré ou rond qui reste entre les limons droits ou rampants[M 9].En termes de charpenterie, espace qui reste vide entre les limons d'un escalier[C 11].

## L
- Lanterne - En termes de maçonnerie, espèce de petit dôme ou de petit comble construit au sommet d'un grand, soit pour donner du jour à un corridor, à une galerie ou à un escalier placé au-dessous[M 10].
- Limon ou échiffre - En termes de menuiserie, pièces rampantes dans lesquelles les marches d'un escalier viennent s'assembler; On nomme faux limon ou limon en crémaillère une planche rampante posée contre le mur, laquelle ne reçoit pas le bout des marches comme le vrai limon, mais qui est découpée pour les porter en dessous, et contre laquelle les contre-marches viennent butter[N 5]; En termes de maçonnerie, cours d'assises de pierres rampantes et en coupe qui termine et porte l'extrémité des marches d'un escalier du côté de son jour, et sur lequel se pose la rampe en pierre ou en fer qui sert d'appui[M 11]. En termes de charpenterie, pièce de bois rampante qui termine et porte l'extrémité des marche d'un escalier du côté de son jour, et sur laquelle se pose la rampe en fer qui sert d'appui; Limon crosse - Limon qui porte une partie courbe à une de ses extrémités, et qui s'assemble avec le quartier tournant; Faux-Limon - Voir Faux-limon[C 12].

## M
- Marche - En termes de menuiserie, pièce de bois d'un escalier, sur laquelle on pose le pied pour monter et descendre ce dernier; et contre-marche celle qui est posée verticalement et qui fait, par conséquent, le devant de la marche; Marche-pied - Assemblage de plusieurs marchés dans deux Montants ou limons, sur lesquelles on monte pour s'élever; Marche-pied - Aussi la marche la plus élevée de l'estrade d'un lit, d'un trône, d'un autel, d'un confessionnal[N 6]. En termes de charpenterie, partie d'un escalier sur laquelle on pose le pied pour monter ou descendre - Devant se nomme sa hauteur, et le dessus son giron; et pour exprimer sa longueur, on dit que l'escalier à telle longueur d'emmarchement[C 13].

- Marche, en termes de maçonnerie:
  - Marche-pied -  Assemblage de plusieurs marches dans deux montants ou limons sur lesquelles on monte pour s'élever. Marche-pied désigne aussi la marche la plus élevée de l'estrade, d'un lit, d'un trône, d'un autel, d'un confessionnal
  - Marche carrée ou marche droite -  Marche renfermée entre deux lignes droites ou parallèles[M 12].
  - Marche dansante ou marche gironnée -  Marche d'angle et celle qui la précède, et qui portent toutes deux plus de largeur d'un bout que de l'autre[M 12].
  - Marche chanfreinée -  Marche dont le devant est taillé en chanfrein pour en augmenter le giron: Ce chanfrein se pratique aux marches de descente de cave et autres souterrains[M 12].
  - Marche pleine -  Marche qui n'est pas chanlattée ou délardée dessous[M 12].
  - Marche délardée -  Marche dont le dessous est scié ou taillé en chanfrein[M 12].
  - Marche palière -  Dernière marche d'un étage, et qui fait le bord du palier et le dessous de la première marche de la révolution suivante[M 12].
- Marche, en termes de charpenterie:
  - Marche carrée ou droite - Marche qui est renfermée entre deux lignes droites ou parallèles[C 14].
  - Marches dansantes ou gironnées - Marches d'angles et celles qui les précèdent, et qui ont plus de largeur d'un bout que de l'autre[C 14].
  - Marche délardée - Marche dont le dessous est taillé en chanfrein pour recevoir le lattis et l'enduit de la coquille ou plafond rampant[C 14].
  - Marche palière - Dans un escalier, la dernière marche d'un étage qui fait le bord du palier et le dessous de la première marche de la révolution suivante[C 14].

## N
- Noyau - En termes de menuiserie, poteau arrondi en quart de cercle, qui pose sur le sol, sert de point d'appui à un escalier, et reçoit l'assemblage d'un limon et d'un quartier tournant, ou de deux limons[N 7]; En termes de charpenterie, pièce de bois recreusée, placée au bas d'un escalier et formant la tête de l'échiffre: elle est assemblée avec le patin et le limon dont elle fait partie[C 15].

## P
- Palier ou Repos - Ce qui se trouve quelquefois aux angles et toujours à chaque révolution d'un escalier[N 8]; En termes de maçonnerie, partie pleine et unie, sans marche, qu'on pratique ordinairement au niveau de chaque étage, et à l'extrémité de chaque rampe, pour se reposer ou pour donner une entrée aux logements de ces étages; Palier de repos - Entre deux étages ou au milieu de la longueur d'une révolution[M 13]. En termes de charpenterie, partie pleine et unie, sans marche, qu'on pratique ordinairement au niveau de chaque étage, et à l'extrémité de chaque rampe, pour se reposer ou pour donner entrée aux logements; Palier de repos - Palier qui est entre deux étages et au milieu de la longueur d'une révolution[C 16].
- Panneau - Partie d'échiffre d'un escalier comprise entre le patin, le limon et le poteau ou noyau, et qui est vide ou remplie de dosse - On dit panneau d'échiffre [C 16].
- Patin - Toute pièce méplate, couchée sur la terre ou posée sur des parpaings; Patin d'échiffre - Pièce de bois posée de niveau sur le parpaing d'échiffre d'un escalier, qui est assemblée dans le noyau et la volute; Patin sous plate-forme[C 17]. - Voir Racinal
- Perron - Escalier découvert et composé d'un petit nombre de marches, précédé d'un palier que l'on construit au-devant d'une entrée d'un étage peu élevé au-dessus du rez-de-chaussée; Perron double - Perron d'où partent deux rampes égales pour arriver à un même palier[M 14].
- Plate-bande - Partie saillante d'un limon droit et de niveau avec le palier d'un escalier[C 18].

## Q
- Quart de rond - Moulure que l'on pousse sur le devant des marches et sur les arêtes des  d'un escalier[C 19].
- Quartier tournant - Des marches d'angle d'un escalier; c'est aussi la partie du limon au collet de ses marches; On dit donner quartier pour dire retourner une pierre de manière qu'elle pose sur la face contiguë à celle où elle posait avant de lui donner quartier[N 9]. En termes de charpenterie, partie du limon qui est cintrée en plan, ainsi que les marches qui y sont assemblées[C 19].
- Queue - Dans une marche tournante, de la partie la plus large du giron[C 19].

## R
- Raboteur - En termes de charpenterie, ouvrier qui finissait les marches et limons des escaliers, et qui pousse les moulures[C 19].
- Rampe - En termes de menuiserie, dans un escalier, une suite de marches d'un palier à un autre; c'est aussi la balustrade à hauteur d'appui, posée sur le limon[N 10]; En termes de maçonnerie, dans un escalier, ou pour un perron, une suite de marches d'un palier à un autre[M 15]. En termes de charpenterie, suite de marches d'un palier à un autre, soit en ligne droite, soit en ligne courbe - On dit aussi révolution[C 19].
- Rampe d'appui
- Repos - Le nom de l'endroit où, dans le cours d'une révolution d'escalier, l'on se repose et où l'on peut faire un pas de niveau. Ces repos ou paliers se pratiquent ordinairement dans les angles[M 16].

## S
- Seuil - En termes de maçonnerie, pierre qu'on met au bas de la baie d'une porte entre ses embrasements ; si elle est en saillie du mur et plus élevée que le sol, elle prend le nom de marche, soit qu'elle soit seule ou qu'il y en ait deux l'une sur l'autre[M 17].
- Singler - Dans le toisé (ancêtre du métré, pour lequel l'unité est la toise) , prendre avec un cordeau le pourtour d'une voûte, le développement des marches d'un escalier ou de sa coquille[M 17].

## T
- Tambour - Cloison qui ferme l'entrée d'un escalier, le devant d'une porte d'appartement, ou bien un coffre renfermant quelque saillie dans une pièce[N 11].
- Trémie - ouverture nécessaire au passage de l'escalier entre deux étages.
- Tronche - Bout d'une grosse pièce propre à faire une courbe rampante d'escalier[C 20].

## V
- Vestibule - Lieu couvert qui précède toutes les pièces et escaliers d'un édifice[M 18].
- Vomitoire - Petits degrés ou marches, taillés dans l'épaisseur du cordon ou des murs en gradins au pourtour d'un bassin pour y descendre[M 19].
- Volute - En termes de menuiserie, première partie du limon au bas d'un escalier et qui forme enroulement, ainsi que d'autres parties de menuiserie qui ont une courbure en spirale[N 12]; En termes de charpenterie, partie ronde du bas d'un limon d'escalier, sur laquelle pose le pilastre de la rampe en fer[C 21].
- Volée - Partie droite ou courbe d'un escalier, comprise entre deux paliers ou deux repos qui se succèdent.